# عباس الساري
عباس الساري (11 سبتمبر 1992) لاعب كرة قدم بحريني يلعب حاليا لصالح نادي الدرجة الأولى المنامة البحريني في خط الوسط من 2016.

## الإنجازات

### منتخب البحرين
- كأس الخليج للمنتخبات الأولمبية (1): 2013